# 千代原口トンネル
千代原口トンネル （ちよはらぐちトンネル）は、京都府京都市西京区にある国道9号のトンネルである。

## 概要
渋滞が慢性化していた千代原口交差点（トンネル開通前の交通量は6万8千台/日）の渋滞解消を目的に「京都西立体交差事業」として計画され、2013年2月23日に開通した。
国道9号の右側車線が490mに亘ってアンダーパスする構造で、約7割の車両がトンネルを利用している。事故防止の観点から軽車両と二輪車の通行は禁止されているため、軽車両と二輪車が国道9号を直進する場合、地上の道路を通行することになっている。

### データ
- 全長 - 490m[3]
- 道路設計 - 第4種第1級
- 幅員 - （3.25m、路側帯0.5m）×2車線[6]
- 制限速度 - 50km/h
- 総事業費 - 234億円（アプローチ部分の工事や周辺工事も含む）

## 沿革
- 1999年（平成11年）度 - 事業化を決定[7]
- 2002年（平成13年）度 - 着工[7]
- 2013年（平成25年）2月23日 - 開通

## 整備効果
国土交通省京都国道事務所の調査によると、トンネルの開通後千代原口交差点付近の平均走行速度が2倍以上に改善され、朝夕の渋滞も解消された。